# 피피루
피피루(중국어: 皮皮鲁)는 중국의 아동 문학 작가 정 위엔지에가 창작한 가공의 인물이자, 1980년에 발매된 《피피루와 루씨씨》를 기점으로 지속적으로 발매되는 피피루 안전특공대 등의 해당 등장인물이 주인공으로 등장하는 작품군을 일컫는다.

## 인물상
장난을 좋아하는 쾌활한 성격을 가진 어린이로 묘사되며, 쌍둥이 여동생인 루씨씨와 자주 다투곤 한다. 그렇기 때문에 루씨씨보다 머리는 좋지 않게 묘사되나 '《통조림에서 나온 소인들》(중국어: 罐头小人)'이라는 이름을 가진 피피루 작품군의 소설 중 한 작품의 에피소드인 《전교 1등을 한 피피루》에서는 전교 1등을 한 적 있었다.

## 일상적인 기호
비디오 게임을 가지고 노는 것, 정의로운 것, 스케이트 보드를 타는 것을 좋아하고 공부를 싫어하며 《피피루 안전특공대》 기준으로 파란 후디와 청바지를 입고 다닌다. 헤어스타일 등의 전체적인 외모는 삽화가에 따라 다르지만 2012년 중국의 출판사 21세기 출판사에서 발매된 《피피루전》을 시작으로 2016년, 저장소년아동출판사의 삽화에서까지 변형되었다. 친구로는 슈크와 베타 외에 아주 많은 친구를 가지고 있다.

### 내용주
1. ↑  2007년 국내에서 발매된 동 시리즈의 소설 《빨간 소파의 비밀》, 1990년대에 국내에서 발매된 동 시리즈의 소설 《사진 찍는 돼지》에서의 번역어는 '루시시'였으나 피피루 안전특공대에서는 '루씨씨'로 번안됨.
2. ↑  피피루 안전특공대에서의 담당 성우. 1989년에 상영된 애니메이션 영화 《수커와 뻬이타의 모험기》에서는 다른 성우가 맡음.
3. ↑  피피루 안전특공대에서만 한정됨.
4. ↑  원작과 중화인민공화국에서 발매된 미디어 믹스의 설정.
5. ↑  피피루 안전특공대에서만 해당됨.
6. ↑  대한민국 비룡소에서 출판된 《성형수술 한 쥐》의 국내판 서적에서는 '수커와 뻬이타'로 표기됨.

### 참조주
1. ↑  피피루 안전특공대 중국어 녹음판 엔딩 크레딧.
2. ↑  저장소년아동출판사에서 발행된 관련 서적의 등장인물 소개 페이지.
3. ↑  https://home.ebs.co.kr/pipilurangers/etc/3/htmlMenu
4. ↑  《피피루 안전특공대》. 시즌 1. 제 1회.